# Diviziaco
Diviziaco (... – I secolo a.C.) è stato un druido gallico, vergobreto (capo politico o magistrato supremo) del popolo gallico degli edui, fedele alleato di Roma e di Gaio Giulio Cesare al tempo della conquista della Gallia.
Il suo nome significa il Vendicatore (Delamarre p.145). Per questa ragione, nel 63 a.C. si recò a chiedere aiuto militare al Senato contro la minaccia dei Germani, che stavano invadendo la Gallia. Aveva un fratello, Dumnorige, che era invece fieramente anti-romano e che fu giustiziato per ordine di Cesare. È probabile che fosse ancora vivo nel 44 a.C., perché in quell'anno Cicerone parla di lui al presente.
Non va confuso con l'omonimo re Diviziaco dei Suessioni.

## Fonti e bibliografia
- Cesare, De bello Gallico 1.3, 1.16-20, 1.31-32, 2.5, 2.14-15, 6.12, 7.39
- Cicerone, De Divinatione 1.41
- Brunaux, Jean-Louis (2005) Les Gaulois. Paris, Les Belles Lettres. ISBN 2-251-41028-7
- Delamarre, X. (2003). Dictionnaire de la Langue Gauloise (2nd ed.). Paris: Editions Errance. ISBN 2-87772-237-6